# 中間盧氏鱂
中間盧氏鱂，為輻鰭魚綱鯉齒目鯉齒亞目底鱂科的其中一種，為亞熱帶淡水魚，被IUCN列為極危保育類動物，分布於墨西哥戈拉維拉省Cuatrociénegas淡水流域，體長可達4公分，棲息在底中層水域，生活習性不明，可作為觀賞魚。